# Turá
Turá (hongrois : Tőre) est un village de Slovaquie situé dans la région de Nitra.

## Histoire
Première mention écrite du village en 1264.

## Démographie

### Évolution de la population
| Année:               | 1994. | 2004.   | 2014.   | 2024.   |
| -------------------- | ----- | ------- | ------- | ------- |
| Nombre de personnes: | 249   | 241     | 227     | 229     |
| Différence:          |       | -3,21 % | -5,80 % | +0,88 % |

| Année:               | 2023. | 2024.   |
| -------------------- | ----- | ------- |
| Nombre de personnes: | 231   | 229     |
| Différence:          |       | -0,86 % |